# Massognes
Massognes é uma comuna francesa na região administrativa da Nova Aquitânia, no departamento de Vienne. Estende-se por uma área de 13,59 km². Em 2010 a comuna tinha 283 habitantes (densidade: 20,8 hab./km²).